# Rhombosolea retiaria
Rhombosolea retiaria е вид лъчеперка от семейство Pleuronectidae.

## Разпространение и местообитание
Видът е разпространен в Нова Зеландия (Северен остров и Южен остров).
Обитава крайбрежията на сладководни и полусолени басейни и морета. Среща се на дълбочина от 9,5 до 15,5 m.

## Описание
На дължина достигат до 25 cm.